# 유디트 카우프만
유디트 카우프만(독일어: Judith Kaufmann, 1962년 9월 20일 ~ )은 독일의 영상 촬영 기사이다.

## 출연 작품
- 어 레귤러 우먼 (2019)
- 올 어바웃 미 (2018)
- 거룩한 분노 (2017)
- 13 미닛츠 (2015)
- 창녀와 크리스마스 (2013)
- 투 라이브즈 (2012)
- 이프 낫 어스, 후? (2011)
- 그녀가 떠날 때 (2010)
- 천사는 총을 들지 않는다 (2008)
- 비베레 (2007)
- 포 미니츠 (2006)
- 그녀의 비밀 (2005)
- 피스 앳 5:30 (2004)
- 부서진 유리 (2002)
- 지금 아니면 (2000)
- 눈 먼 의사 (1985)